# Autoroute René-Lévesque
L'autoroute René-Lévesque est le nom donné à l'ancienne route 132 située en parallèle au fleuve Saint-Laurent entre le pont-tunnel Louis-Hippolyte-La Fontaine et la sortie pour Candiac. Cette désignation, confirmée par la Commission de toponymie du Québec le 5 décembre 2013, rend hommage à l'ancien premier ministre du Québec de 1976 à 1985, René Lévesque. Il était le député de la circonscription de Taillon qui fait face à l'autoroute en question. 
L'initiative vient de la Société historique et culturelle du Marigot (instigatrice et dépositaire du projet) et en particulier de son président Michel Pratt qui en eut l'idée. La demande fut appuyée par la Fédération des sociétés d'histoire du Québec qui regroupe plus de 250 organismes en histoire, patrimoine et généalogie de même que par la Fédération des professeurs d'histoire du Québec, la Société du patrimoine politique du Québec et la Société d'histoire de La Prairie-de-la-Magdeleine
L'autoroute couvre une distance d'environ 25 km.